# Tokyo Big Sight
Tokyo Big Sight (japanska: 東京ビッグサイト Tōkyō Biggu Saito?) är ett populärt smeknamn för Tokyo International Exhibition Center (japanska: 東京国際展示場Tōkyō Kokusai Tenjijō?). Big Sight är japans största konferenscentrum och öppnade i april 1996.
Tokyo Big Sight ligger på Ariake, en av de konstgjorda öarna (närmaste granne i väster är Odaiba) i Tokyos hamnområde. Åtta byggbolag var inblandad i konstruktionen av området, som inleddes oktober 1992 och avslutades oktober 1995. Det består av tre delar – ett konferenstorn, en västlig och en östlig utställningsbyggnad. De västra byggnaden har sex separat utställningshallar, den östra fyra. Total golvyta för anläggningen är 230 873 kvadratmeter (23 hektar).
Tokyo Big Sight är Japans största utställningskomplex och används för ett antal återkommande evenemang, inklusive Comiket (världens största mässa för seriefanzin).
Anläggningen planeras användas vid OS 2020 i Tokyo. Där ska bland annat tävlingarna i fäktning och taekwondo ska äga rum, och man ska härbärgera TV- och presscentren under spelen.
[uppföljning saknas]